# Perrigny-lès-Dijon
Pour les articles homonymes, voir Perrigny.
Perrigny-lès-Dijon est une commune française  appartenant à Dijon Métropole située dans le département de la Côte-d'Or en région Bourgogne-Franche-Comté. Ses habitants sont les Patriniennes et les Patriniens. Sa population est de 2 321 habitants au recensement de 2022.

## Géographie

### Localisation

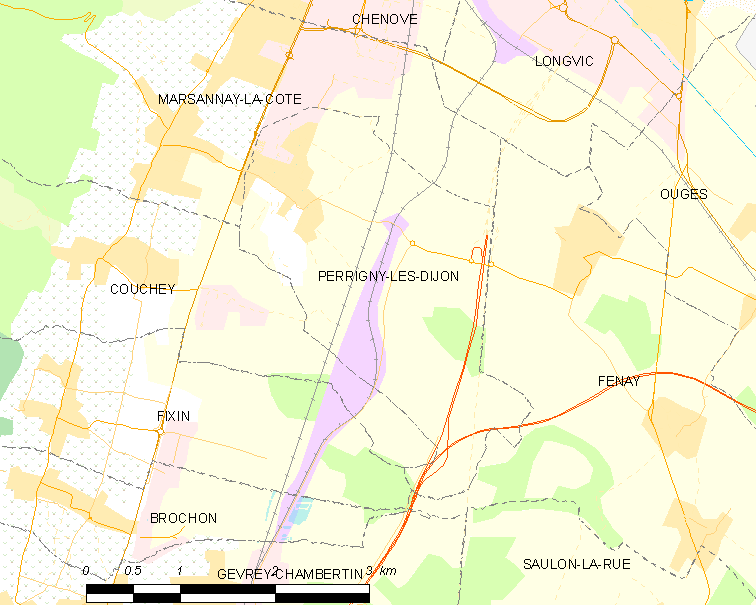
Carte de la commune de Perrigny-lès-Dijon et des proches communes.

Perrigny-lès-Dijon se situe à 5 km au sud-ouest de Dijon, entre les vignes de la côte et les céréales de la plaine. Perrigny-lès-Dijon est aussi à 2 km au sud-est de Marsannay-la-Côte.
Les communes limitrophes sont Marsannay-la-Côte, Couchey, Fénay et Fixin.

### Climat
Pour des articles plus généraux, voir Climat de la Bourgogne-Franche-Comté et Climat de la Côte-d'Or.
En 2010, le climat de la commune est de type climat océanique dégradé des plaines du Centre et du Nord, selon une étude du Centre national de la recherche scientifique s'appuyant sur une série de données couvrant la période 1971-2000. En 2020, Météo-France publie une typologie des climats de la France métropolitaine dans laquelle la commune est exposée à un climat océanique altéré et est dans la région climatique  Bourgogne, vallée de la Saône, caractérisée par un bon ensoleillement (1 900 h/an), un été chaud (18,5 °C), un air sec au printemps et en été et des vents faibles. 
Pour la période 1971-2000, la température annuelle moyenne est de 10,6 °C, avec une amplitude thermique annuelle de 17,6 °C. Le cumul annuel moyen de précipitations est de 823 mm, avec 11,4 jours de précipitations en janvier et 7,3 jours en juillet. Pour la période 1991-2020, la température moyenne annuelle observée sur la station météorologique de Météo-France la plus proche, « Marsannay la Cote », sur la commune de Marsannay-la-Côte à 1 km à vol d'oiseau, est de 11,7 °C et le cumul annuel moyen de précipitations est de 803,0 mm,. Pour l'avenir, les paramètres climatiques de la commune estimés pour 2050 selon différents scénarios d'émission de gaz à effet de serre sont consultables sur un site dédié publié par Météo-France en novembre 2022.
| Mois                                  | jan.             | fév.           | mars           | avril           | mai           | juin          | jui.         | août           | sep.           | oct.          | nov.             | déc.            | année      |
| ------------------------------------- | ---------------- | -------------- | -------------- | --------------- | ------------- | ------------- | ------------ | -------------- | -------------- | ------------- | ---------------- | --------------- | ---------- |
| Température minimale moyenne (°C)     | −0,1             | 0,2            | 3,1            | 5,9             | 9,9           | 13,5          | 15,5         | 15             | 11,2           | 7,6           | 3,4              | 0,6             | 7,1        |
| Température moyenne (°C)              | 2,8              | 4              | 7,8            | 11,1            | 15,2          | 19,1          | 21,3         | 20,8           | 16,6           | 11,8          | 6,6              | 3,5             | 11,7       |
| Température maximale moyenne (°C)     | 5,7              | 7,7            | 12,6           | 16,4            | 20,6          | 24,7          | 27,1         | 26,7           | 22             | 16,1          | 9,8              | 6,3             | 16,3       |
| Record de froid (°C) date du record   | −19,5 09.01.1985 | −14 10.02.1986 | −11,5 02.03.05 | −4,5 12.04.1986 | −2 01.05.1939 | 4 02.06.06    | 6 04.07.1980 | 5,5 30.08.1988 | 1,5 30.09.1995 | −4,5 25.10.03 | −10,5 27.11.1985 | −16 20.12.09    | −19,5 1985 |
| Record de chaleur (°C) date du record | 16 16.01.1974    | 21,5 27.02.19  | 25,3 31.03.21  | 28,5 21.04.18   | 32 25.05.09   | 39,5 27.06.19 | 40 31.07.20  | 40 12.08.03    | 34 16.09.20    | 27,5 04.10.11 | 21,6 07.11.15    | 17,5 16.12.1989 | 40 2020    |
| Précipitations (mm)                   | 66,8             | 53,8           | 55,9           | 60,4            | 75,3          | 70,5          | 65           | 61             | 60,9           | 75            | 84,1             | 74,3            | 803        |

## Urbanisme

### Typologie
Au 1er janvier 2024, Perrigny-lès-Dijon est catégorisée ceinture urbaine, selon la nouvelle grille communale de densité à 7 niveaux définie par l'Insee en 2022.
Elle appartient à l'unité urbaine de Dijon, une agglomération intra-départementale dont elle est une commune de la banlieue,. Par ailleurs la commune fait partie de l'aire d'attraction de Dijon, dont elle est une commune de la couronne,. Cette aire, qui regroupe 333 communes, est catégorisée dans les aires de 200 000 à moins de 700 000 habitants,.

### Occupation des sols
L'occupation des sols de la commune, telle qu'elle ressort de la base de données européenne d’occupation biophysique des sols Corine Land Cover (CLC), est marquée par l'importance des territoires agricoles (73,5 % en 2018), en diminution par rapport à 1990 (79,9 %). La répartition détaillée en 2018 est la suivante : 
terres arables (73,5 %), zones urbanisées (11,8 %), zones industrielles ou commerciales et réseaux de communication (10,3 %), forêts (4,4 %). L'évolution de l’occupation des sols de la commune et de ses infrastructures peut être observée sur les différentes représentations cartographiques du territoire : la carte de Cassini (XVIIIe siècle), la carte d'état-major (1820-1866) et les cartes ou photos aériennes de l'IGN pour la période actuelle (1950 à aujourd'hui).

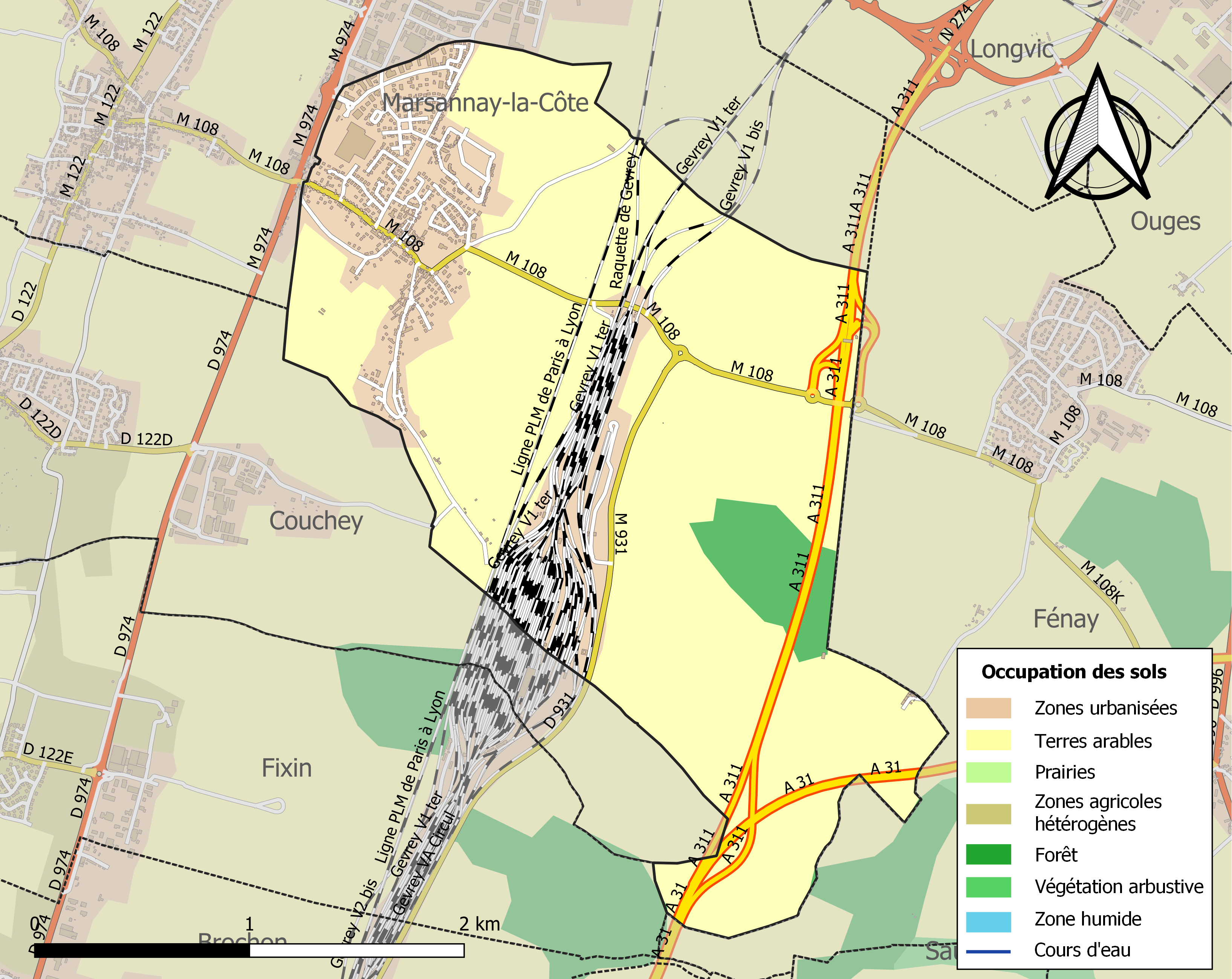
Carte des infrastructures et de l'occupation des sols de la commune en 2018 (CLC).

## Toponymie
Le toponyme originel de la commune est Perigny (« Parigney » en patois), sans doute issu du latin Patriniacum. Comme pour Marsannay-la-Côte ou Gevrey-Chambertin, on trouvera un temps l'appellation « Perrigny en Montagne » (ou « Perrigny en Montaigne ») ; la « montagne » désignant ici la côte et l'arrière-côte. Par la suite, pour éviter toute confusion avec des villages homonymes, il est précisé qu'il s'agit du « Perigny près de Dijon », soit « Perigny lès Dijon » ; lès ou lez, issu du latin latus, signifiant « à côté ». Sous la Révolution, la municipalité prend alors officiellement le nom de Perigny les Dijon (1793, An II). Le Bulletin des Lois enregistre en 1801 le nom toujours actuel de Perrigny-lès-Dijon.

## Histoire

### De la préhistoire à la période gallo-romaine
La prospection aérienne a permis d’identifier plusieurs zones du territoire de Perrigny ayant été occupées durant la protohistoire. On distingue ainsi sur certains sites des traces d’enceintes ou d’enclos parfois accompagnées par la marque de fossés ou de tranchées. On peut également repérer l’emplacement de trous de poteaux ou de petites fosses.
À l'époque de la Gaule préromaine, Perrigny est situé à l'extrême sud du territoire des Lingons, en limite de ceux des Séquanes et des Éduens. Positionné sur la frange occidentale de la plaine dijonnaise, il se trouve à proximité d’une antique voie de communication longeant l’axe nord-sud de la côte ainsi qu’au débouché d’une combe orientée est-ouest permettant l’accès au mont Afrique et à la vallée de l’Ouche (en direction du peuple des Mandubiens). Excepté les traces protohistoriques détectées par archéologie aérienne, on n’a cependant pas retrouvé de vestiges gaulois sur le site de Perrigny.
Durant la période gallo-romaine, une voie romaine, d’axe nord-sud et reliant Lyon à Langres, puis Trèves, est construite. Appelée Via Agrippa et située à l’est, à proximité de Domois, elle est connue localement sous le nom de « Chemin des Romains »,. En bordure de cette voie, un petit bâtiment gallo-romain a été identifié puis fouillé,. Au centre du village, selon Courtépée, des fragments de colonnes de bonne facture en marbre blanc et ornées de bas-reliefs ont été mis au jour dans le parc du château en 1761 : ils annoncent peut-être l’emplacement d’un temple antique. En 1865, c’est un vigneron qui trouve plusieurs cippes funéraires sur son domaine. Au XXe siècle, d’autres vestiges (bâtiments, stèles funéraires) sont exhumés sur ces mêmes lieux,. On peut supposer que cet endroit, situé le long du chemin faisant la délimitation des deux communes de Perrigny et Marsannay-la-Côte, abritait alors une nécropole gallo-romaine,.

### Perrigny entre dans l'histoire: de la chapelle à l’église
Le premier écrit citant Perrigny date du début du VIIe siècle. Le duc Amalgaire, fondateur de l'abbaye mérovingienne de Bèze, lui cède vers 630 un beau domaine (« Mansum optimum ») à Perrigny (Patriniacum). Il subsiste cependant un doute quant à savoir s’il s'agit bien de Perrigny-lès-Dijon, thèse la plus probable car l’abbaye de Bèze possède alors également des vignes et des terres dans les villages voisins de Couchey, Marsannay-la-Côte et Longvic, ou bien de Perrigny-sur-l'Ognon, plus proche de Bèze,. Sinon, en 849, le cartulaire de l’abbaye Saint-Étienne de Dijon évoque avec certitude Perrigny alors situé en pays d’Oscheret (« In pago Oscharensi, in Patriniaco villa »).
Aux XIe et XIIe siècles, un premier lieu de culte à Perrigny est cité, parfois indirectement, dans plusieurs écrits cléricaux. Un titre épiscopal de 1051 précise que l’église paroissiale Saint-Germain de Couchey, dépendance de l’abbaye Saint-Étienne depuis 801 de par la volonté de l’évêque de Langres, domine alors deux chapelles annexes à Marsannay et Perrigny. Des bulles pontificales d’Innocent II (1139) et d’Adrien IV (1156) confirment ce statut et cette dépendance. Par contre, entre 1182 et 1185, sous l’impulsion de l'évêque Manassès de Bar, c'est Marsannay qui reprend l’ascendant sur Couchey ; elle domine alors à son tour la chapelle de Perrigny (et elle le fera jusqu’à l’époque contemporaine). D’autres bulles (Urbain III, Innocent IV) rappelleront à nouveau les droits de Saint-Étienne de Dijon sur ce lieu de culte. Par la suite, la chapelle de Perrigny devient église paroissiale sous le patronat de Saint-André et reçoit des fonts baptismaux (ainsi qu’une statue de l’apôtre au XVe siècle).

### Les premiers seigneurs et la famille de Perrigny (env. 1250-1432)
Il faut attendre le XIIIe siècle pour avoir une évocation de la seigneurie de Perrigny. Hubert le Pitois, seigneur de Monthelon, épouse Alix de Latrecey qui lui apporte en dot Couchey et Perrigny. En 1252, il octroie une promesse d’affranchissement aux hommes de Couchey, jaloux de leurs voisins de Marsannay, libres depuis 1238 ; rien n’est cependant signalé pour ceux de Perrigny. Peu après, ce village est séparé du domaine de Couchey. On connait également une dame Adeline, fille d'Eudes de Domois, propriétaire de Perrigny et Domois en 1276 et 1277.
Le domaine de Perrigny passe ensuite à une famille à laquelle il donne son nom. En octobre 1311, une « dame Eudes de Perrigny », héritière de Pons de Blaisy, signe une procuration en présence d'un témoin, le « damoiseau » Guiot de Perrigny, sans doute son fils. Ce dernier est ensuite seigneur du village jusqu'à sa mort, en 1339. On connait surtout Jean de Perrigny, fils de Guiot de Perrigny et de Jeanne d'Éguilly, seigneur dans la deuxième moitié du XIVe siècle d’un village qui compte alors un peu plus d’une vingtaine de feux (soit de 85 à 110 habitants), tous taillables à volonté et mainmortables. Le seigneur a droit de haute, moyenne et basse justice. Régulièrement, Jean de Perrigny reçoit une rente de 60 sols sur la prévôté de Nuits pour son fief qui est acensé. Également seigneurs d’Arceau et d’une partie de Fouchanges, les Perrigny restent le plus souvent dans les vallées de la Bèze, notamment à Mirebeau, et de la Tille, régions assez lointaines du village d’origine. Jean de Perrigny participe aussi aux chevauchées du duc de Bourgogne en Flandres (1382 et 1383).
Au début du XVe siècle, son fils, Thomas de Perrigny, épouse Jeanne, fille d'Henri de Bauffremont. Veuve, celle-ci se remarie à Jean de Chandio(n), seigneur d'Arcelot, qui gère comme tuteur le domaine patrinien. Par un acte en date du 11 septembre 1432, les enfants de feu Thomas de Perrigny, Pierre et Agnès, échangent avec leur oncle, Jean de Bauffremont, seigneur de Mirebeau et de Bourbonne, la terre de Perrigny contre celle de Boux. Pierre de Perrigny, « simple d’esprit » qui était passé de la curatelle de son beau-père (Chandio), à celle de son oncle (Bauffremont), puis à celle de son beau-frère (Mailly), disparaît la même année à l’âge de 12 ans : il est le dernier représentant mâle de cette famille (1432). Agnès, mariée à Étienne de Mailly, seigneur d’Arceau et d’Arcelot, décède bien plus tard, en 1468. Avec elle, s’éteint la première famille de Perrigny.

### Mathieu Regnault, la charte d’affranchissement et le Pas d'Armes (1432-1448)
En ce début de XVe siècle, le village de Perrigny est alors appelé « Perrigny en Montagne ». Jean de Bauffremont se sépare très vite d’un domaine qui comprend maison forte, terres, dîme, four, moulin… Trois jours après l’échange, le 14 septembre 1432, la seigneurie est ainsi revendue pour 3 025 livres tournois à Jean Péluchot, conseiller du duc, et à Mathieu Regnault, receveur général du duché de Bourgogne. Mathieu Regnault, également « pardessus (intendant) des offices de la saulnerie de Salins », est le gendre de Péluchot : il a épousé sa fille Marguerite. Deux mois auparavant, le 3 juillet 1432, ceux-ci avaient obtenu la permission du duc, Philippe le Bon, pour cette éventuelle transaction,. L’oncle des derniers Perrigny, Jean de Bauffremont, avait lui aussi obtenu l’autorisation ducale la veille de l’échange (10 septembre 1432),,. Assez rapidement, Mathieu Regnault reste seul propriétaire du domaine au décès de son beau-père.
L’année suivante, le 21 décembre 1433, Regnault octroie une charte d’affranchissement aux derniers serfs du village. Cet acte, cosigné par 23 délégués des habitants de Perrigny, est approuvé par le duc début 1434. Il s’agit alors de permettre le repeuplement de Perrigny, lourdement affecté par les fléaux de l’époque et le relatif désintérêt de la famille de Perrigny, plus concernée par Arceau. La population, selon un dénombrement de 1431, n’était en effet plus que de 13 feux (soit de 50 à 60 habitants) : « 3 feux solvables, 2 feux misérables, 8 feux mendiants ». La disparition du servage doit faciliter la venue d'habitants libres et non soumis à la mainmorte des villages voisins (Chenôve, Marsannay, Couchey…).
En juillet 1443, Pierre de Bauffremont, comte de Charny et frère de Jean de Bauffremont, l’initiateur de l’échange de 1432, organise un tournoi dans une prairie, ou « champagne », du finage de Marsannay, tout « près du chastel de Perryny ». Ce « Pas d'Armes », qui se déroule au pied de l’« Arbre de Charlemagne », réunit la chevalerie de Bourgogne et d’autres contrées ; il a un grand retentissement dans le pays,. Alors que les chevaliers participants et leur entourage sont logés dans deux petits « chastels » (à Marsannay et Couchey), le comte de Charny est hébergé avec sa suite dans la maison forte de Perrigny, située à un « trait d'arc » du lieu de rencontre, de l’autre côté du « grand chemin ». Témoin du tournoi, le chroniqueur Olivier de la Marche décrit à ce propos la bâtisse patrinienne comme une « moult gente place mieux édifiée que forte » dans laquelle Bauffremont mène grand train durant plus de deux mois. En 1448, les terres de Mathieu Regnault sont finalement saisies puis revendues 8 000 francs à Oudot le Bediet, conseiller du duc qui agit pour le compte du chancelier Rolin,,.

### Les Rolin: de la maison forte au château (1449-1507)
Le fief est repris en 1449 par le chancelier de Bourgogne, Nicolas Rolin, qui a reçu une lettre d'autorisation ducale l'année précédente. Il entame le remplacement de la maison forte par un véritable château. C'est alors la période de « reconstruction » dans les seigneuries locales : il s'agit de faire face aux Écorcheurs qui écument la région. Les comptes de Jean Girard, receveur de Perrigny, abordent ainsi la réparation des pont-levis et dormant du château, la construction de la porte de la barrière ou la plantation de 1400 « paulx esguisés et garnis d'espines autour des jardins » ainsi que les 90 aunes de toile devant garnir les volants du moulin à vent (1448-1449),. Le chancelier, par ailleurs propriétaire d'une cinquantaine de bâtiments fortifiés dont une trentaine en Bourgogne, fait son entrée sur ce domaine le 9 janvier 1451. Il nomme un châtelain, un bailli, un sergent et un maire pour sa châtellenie,.
Après son décès, son fils, Guillaume Rolin, seigneur de Beauchamp, hérite de la seigneurie lors du partage des possessions (27 avril 1462). On signale cependant quelques conflits d'héritage impliquant Perrigny dans les années suivantes : en 1466, Philippote, sœur de Guillaume, fait saisir temporairement le domaine avant de recevoir enfin sa part ; en 1467, Guigone de Salins, leur belle-mère, réclame du petit mobilier du vieux moulin (pressoirs, râteliers, mangeoires). Grâce à la charte d'affranchissement de 1433, le peuplement retrouve son niveau du siècle précédent : on compte ainsi 21 feux (85 à 95 habitants) en 1469. Le « château Guillaume » est alors achevé. En janvier 1474, le dernier duc de Bourgogne, Charles le Téméraire, de retour des provinces du nord et après une nuit à Rouvres, passe trois jours au château de son chambellan avant de rejoindre Dijon. Il s'agit d'attendre en ce lieu la noblesse, le clergé et la magistrature devant constituer le cortège honorifique qui entrera dans la capitale. Perrigny abrite alors toute la notabilité bourguignonne.
Guillaume Rolin meurt le 15 mai 1488 ; sa veuve, Marie de Lévis-Couzan, douairière, régit alors le domaine. Les biens sont partagés le 7 janvier 1491. En 1494, François Rolin, leur fils, échange avec sa mère sa seigneurie de La Vesvre contre celle de Perrigny. L'année suivante, il vend une première fois le domaine patrinien à Honorat de Cavaillon et à Françoise de Chantemelle, sa femme (1495). Perrigny retourne dans le patrimoine de François Rolin (on ne sait à quelle date ni dans quelles conditions) qui revend à nouveau la seigneurie en 1507 à Guillaume Chambellan, conseiller au Grand Conseil du Roi et au parlement (depuis 1490).

### Chambellan, Épinac, Pernes: mariages et dévastations (1507-1650)

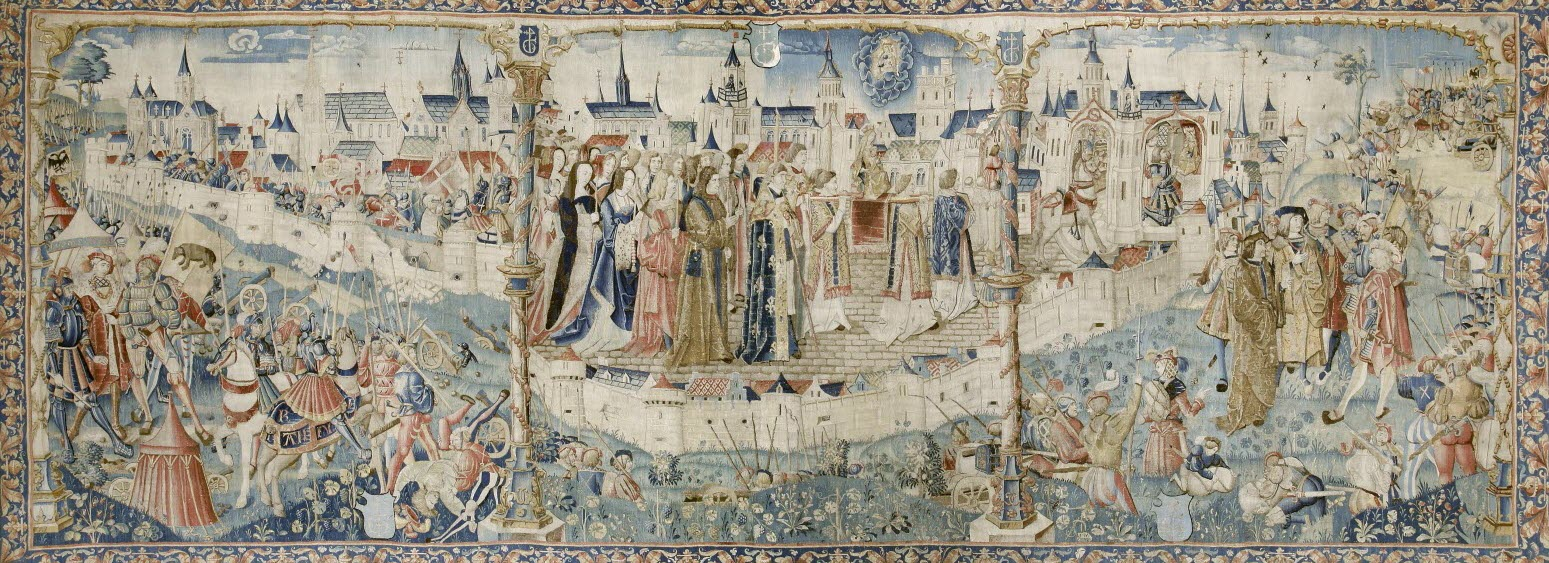
Le Siège de Dijon par les Suisses en 1513

Tout au long du siècle, la seigneurie changera encore plusieurs fois de famille par le jeu des mariages. En 1513, il semble qu'à l'occasion du siège de Dijon, les Suisses incendient le château de Perrigny. Guillaume Chambellan et Jacquette Bouesseau, fille de Nicolas Bouesseau, président de la Chambre des comptes de Dijon, ont un fils, Nicolas. Celui-ci reprendra officiellement le fief en 1521. Pourtant, la véritable gestion du domaine est assurée par Jacquette Bouesseau, veuve de Chambellan, douairière, puis remariée à Pierre de La Vernade, un maître des requêtes du roi qui meurt en 1519. En 1523, elle établit ainsi différents baux et vend des terres agricoles à un laboureur, Jean le Blanc. Lors de cette transaction, il est fait un rappel des corvées de charrues dues, même si certaines exemptions de menues corvées sont alors accordées. Vers 1540, Jean Rolin, fils et petit-fils des anciens seigneurs de Perrigny, lui-même seigneur de Beauchamp, de Savoisy et de Monestoy, mais surtout grand débiteur des Chambellan, marie sa fille, Suzanne Rolin (1513-1577), au jeune Nicolas Chambellan. C'est que les Chambellan-de La Vernade sont soucieux d'afficher un lien avec l'illustre famille de l'ancien chancelier ducal ! Le couple a une fille unique, Madeleine Chambellan (1544-1584). En 1544, un cartulaire du domaine est établi. Nicolas Chambellan étant plus occupé par son autre seigneurie d'Oisilly, c'est encore sa mère, Jacquette Bouesseau-de La Vernade, qui continue à s'occuper des affaires patriniennes. Elle intente ainsi un procès aux villageois à propos de « terres vagues ».
Le 21 novembre 1559, par l'union de Madeleine Chambellan, héritière, avec Jean Maréchal (v.1535-1576), chevalier de l'Ordre du roi et gouverneur du Nivernais, le domaine de Perrigny, avec d'autres biens tels Monestoy-Épinac ou l'Hôtel-Chambellan de Dijon, change  une nouvelle fois de famille. Par cette union, Jean Maréchal devient seigneur d'Épinac ; on le connaît désormais sous le nom de Jean d'Épinac. Les villageois, eux, participent au droit d'indiction à l'occasion du mariage (1560). Après le décès de son époux, en 1576, Madeleine Chambellan-Épinac est douairière pendant quelques années. Leur fils, Gaspard d'Épinac (1560-1591), est seigneur de Perrigny et Domois (ainsi que d'Épinac et d'Oisilly) en 1583. L'année suivante, il demande aux villageois de participer au droit d'indire à l'occasion du mariage de sa sœur, Guicharde (1584),. Lui-même, lieutenant au gouvernement de Bourgogne, épouse Gabrielle de Vaudrey. Ils ont une fille : Claude (aussi appelée Claudine) Maréchal.
La fin des guerres de religion laisse des traces à Perrigny. Entre 1590 et 1593, les reîtres du maréchal d'Aumont, rangé du côté d'Henri IV, ravagent la contrée,. Le 5 octobre 1591, des cavaliers rejoignent le maréchal qui stationne à Marsannay. Ensemble, ils assiègent le château patrinien défendu par le capitaine Camus. Malgré sa résistance, la bâtisse tombe, Camus est pendu. Quelques réparations sont effectuées en 1593. Puis, le 25 janvier 1595, c'est une troupe de quatre cents cavaliers de M. du Maine, de la Ligue catholique, qui loge sur les lieux. Enfin, d'avril à juillet 1595, ce sont les troupes royales venues « reprendre » Dijon qui pillent les récoltes locales. Au cours de ces évènements, le château de Perrigny est ruiné et le village temporairement déserté par ses habitants,. Vers 1600, un état des lieux établi à la demande de Gabrielle de Vaudrey, veuve depuis 1591, présente la situation du domaine au tournant du siècle : « En la terre, il y a ung chastel, lequel est garny de tours et fossoyé. Il y a une basse-court où sont les estableries, granges et pressoir, jardin, vignes, terre de la grande et de la petite rente, bois, prés. »,.
Au début du XVIIe siècle, Claude Maréchal « d’Épinac » épouse Louis de Pernes, colonel d’infanterie et gouverneur de Saintes. Ce dernier, qui avait été fidèle au roi Henri IV lors des évènements de la Ligue, est également un élu des États généraux de Bourgogne. Perrigny change donc encore de famille, même si le contrat de mariage impose la conservation du nom et des armes de la maison d'Épinac. Homme de confiance de Condé, gouverneur de Bourgogne, Louis de Pernes ne sait gérer son patrimoine et s'endette. En 1650, cinq ans avant son décès (1655), ses biens sont saisis. Son fils, Louis II de Pernes, parvient à reprendre le domaine de Monestoy (Épinac) tandis que Perrigny et Domois sont vendus.

### La famille Gagne de Perrigny et les difficultés villageoises (1650-1720)
En 1650, Nicolas Gagne, trésorier général de la généralité de Bourgogne, achète la seigneurie. À cette époque, outre les blés, la culture de la vigne est florissante : un pressoir banal est présent dans les communs du château. Celui-ci, d'aspect encore médiéval avec ses douves, est bordé au nord d'un petit bois ceinturé d'un muret et de fossés. Une grande partie des villageois doivent des corvées, notamment celle du curage régulier des fossés et des travaux d'empierrement des murets. Pénibles, sujettes à quolibets, elles sont très mal supportées. En 1653, sous la pression des habitants, le seigneur accepte de rétribuer modestement ces travaux. Peu de temps après, la communauté villageoise doit cependant vendre 38 arpents de bois au seigneur local afin de solder ses dettes (contrat du 12 octobre 1659). L'année suivante, des amendes sont prononcées contre des habitants pour infraction au ban des vendanges (1660).
Antoine-Bernard Gagne (1623-1686), conseiller puis président à mortier au Parlement de Bourgogne, fils de Nicolas Gagne, hérite de ses domaines. En 1666, l'enquête de l'intendant Bouchu dénombre 33 feux à Perrigny (130 à 150 habitants). Il les trouve en situation « commode » (alors qu'ils étaient considérés comme pauvres lors des dénombrements précédents) quant aux 6 feux de Domois, ils sont en conflit avec le seigneur au sujet de dettes. Ce même intendant condamne les villageois à payer les gages dus à un certain Trapet, recteur des basses écoles de Perrigny et Marsannay (1675). Tout au long du siècle, des incidents avec les habitants de Couchey montrent l'absence de délimitation claire des finages : la sentence du bailliage de Dijon du 4 juin 1611, autorisant les droits de pâtures réciproques, n'empêche pas la tenue d'un procès en 1676. Quelques années plus tard, l'église Saint-André est reconstruite et agrandie aux frais du seigneur, des habitants et de l'abbé commendataire de Saint-Étienne (de Dijon), Claude Fyot de La Marche, qui en fait la bénédiction le 30 novembre 1682.
En 1686, Antoine Gagne (1645-1711), également conseiller au parlement, succède à son père à la tête de la seigneurie. Un dénombrement de 1688 précise que les habitants du village sont retrayants au château, c'est-à-dire qu'ils peuvent s'y réfugier en cas de danger. Le corollaire à cette protection, c'est qu'ils doivent « le guet et la garde en période d'éminent péril » ainsi que « l'entretien du pont dormant et la curée des fossés » (dénombrement de 1728). Par ailleurs, la pression sur les villageois ne se relâche pas au tournant du siècle : en 1693, des procédures sont entamées contre ceux qui refusent d'user des pressoirs banaux ; en 1720, il leur est fait défense de vendre leur vin sans la licence seigneuriale ; en 1723, l'intendant de La Briffe leur rappelle l'obligation de verser des gages au recteur d'école. 

### Les transformations patriniennes auXVIIIesiècle

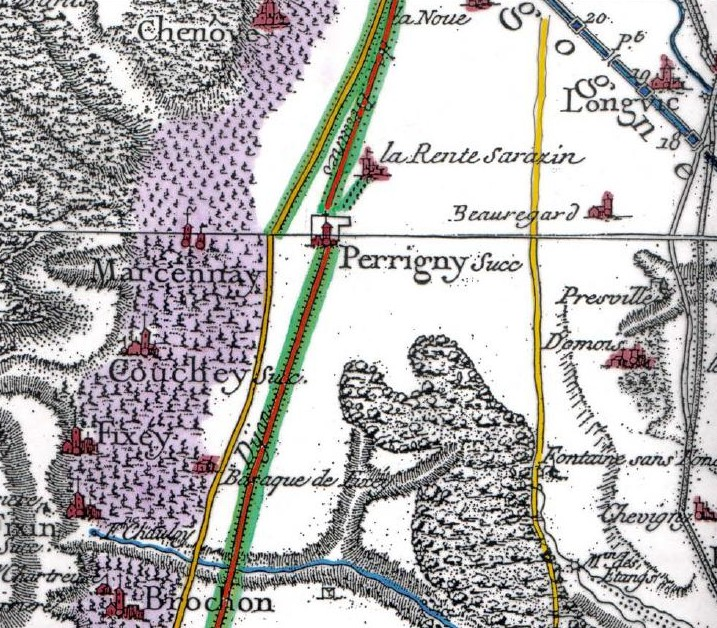
Carte de Cassini (1760)

Dans la première moitié du XVIIIe siècle, c’est Philibert-Bernard Gagne (1689-1759), lui aussi conseiller du roi puis président au Parlement de Bourgogne (1715), qui possède Perrigny et Domois (depuis 1711). Il fait rénover le terrier de la seigneurie (1724) et établir le bornage de ses forêts (1742 et 1748). Il fait surtout établir un projet confié à l'architecte Claude Desgots prévoyant de démolir l’ancien château médiéval pour le remplacer par une construction au standard moderne de l’époque (1727). Le petit bois voisin de la demeure est alors percé d’allées couvertes et le parc est dessiné et planté d’essences rares.
Le dernier Gagne de Perrigny est, après 1759, Antoine-Jean. En 1761, lors de travaux d’aménagement dans le domaine du nouveau château, des vestiges antiques sont exhumés. Quelques fragments de colonnes en marbres blanc ornés de bas-reliefs annoncent l’emplacement probable d’un temple antique. Ce marbre sera réutilisé pour édifier le mausolée de Madame la présidente de Brosses en l’église Saint-Jean de Dijon. Les chemins d'accès au château, vers la route royale Dijon-Lyon et vers Domois, sont aussi redessinés (place semi-circulaire à l'entrée de la basse-cour au lieu-dit la Tourelle) ou plantés de tilleuls. Perrigny compte alors environ 40 feux (entre 160 et 180 habitants).
En 1768, le domaine seigneurial de Perrigny, avec le hameau de Domois, est érigé en comté au profit d’Antoine-Jean Gagne de Perrigny. Celui-ci le réunit à son autre comté de Saulon (crée en 1657 pour les Legrand et reçu de sa tante Claude-Marie en 1766) dont dépend aussi le vieux domaine de Layer, Fénay, une partie de Chevigny, Barges, l'étang de Sathenay et Noiron-lès-Cîteaux. Saulon abrite alors un château plus ancien (XVIIe siècle) mais sans doute plus confortable que le chantier patrinien.

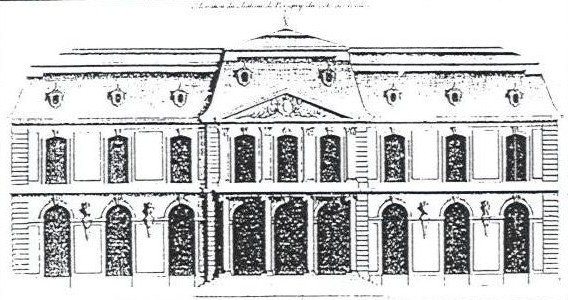
Projet pour le château de Perrigny établi par Claude Desgots

Il semble que la famille Gagne de Perrigny connaisse quelques problèmes à la fin du siècle : la banalité du four est cédée aux habitants (1768),, le Petit Bois est vendu et rendu à l’agriculture dans les années 1770 (parcelle de la Grande Pièce), le château ne semble pas avoir été totalement achevé selon les plans initiaux à la fin du siècle… Cependant, le comte tente de réaffirmer ses prérogatives (dont le droit de haute-justice) en dressant un terrier en 1779. Par ailleurs, les conflits de voisinage avec Couchey sont définitivement réglés par l'établissement d'un bornage (1782). Finalement, à la mort d’Antoine-Jean Gagne en 1783, le comté de Saulon-Perrigny passe au jeune Anne-Charles de Clermont (1773-1855), lointain parent de la lignée des marquis de Montoison (branche de la maison de Clermont-Tonnerre),. C’est sa mère, Henriette du Tillet, marquise de Montoison, qui le représente pour les affaires du village. Destiné à la carrière militaire, le jeune comte émigre à la Révolution pour combattre dans l’armée des princes.

### La Révolution au village
En 1789, le seigneur Anne-Charles de Clermont a 16 ans et se prépare à la carrière militaire. Les villageois de Perrigny, au nombre d'environ 200, sont alors pour la plupart manouvriers ; mais on trouve aussi des laboureurs, des pâtres, des jardiniers, des vignerons, des aubergistes, des charrons, des marchands... Pour représenter le village au bailliage de Dijon, le clergé désigne Jean-Joseph Genret, prieur curé de Marsannay et de ses annexes, Perrigny et Couchey. La noblesse est représentée par Henriette du Tillet, marquise de Montoison, tutrice de son fils, le jeune seigneur. Quant au tiers-état, il choisit le 10 mars 1789 les sieurs Jean Truffein, un marchand aisé d'une vieille famille patrinienne, et Claude Lamarche ; à charge pour eux de participer à la rédaction des cahiers de doléances avec les autres députés du Tiers.
Le 12 février 1790, dans une salle du château, a lieu la première élection municipale : 38 votants (habitants de plus de 25 ans, non domestiques et payant une contribution) élisent six notables comme conseillers municipaux ainsi que le premier maire, Jean Truffein. Face à l'évènement, on implore les lumières du Saint Esprit lors d'une messe solennelle dans l'église paroissiale. Le recteur d'école, Jacques Salbreux, est nommé secrétaire-greffier par le conseil général de la commune. Cette même année, le jeune comte, fidèle à la royauté, rejoint l'armée des émigrés : ses terres et son château sont confisqués. Domois est séparé de Perrigny et intègre la commune de Fénay tandis que la rente de la Sansfond lui est rattachée pour des questions de propriété foncière.

### LeXIXesiècle

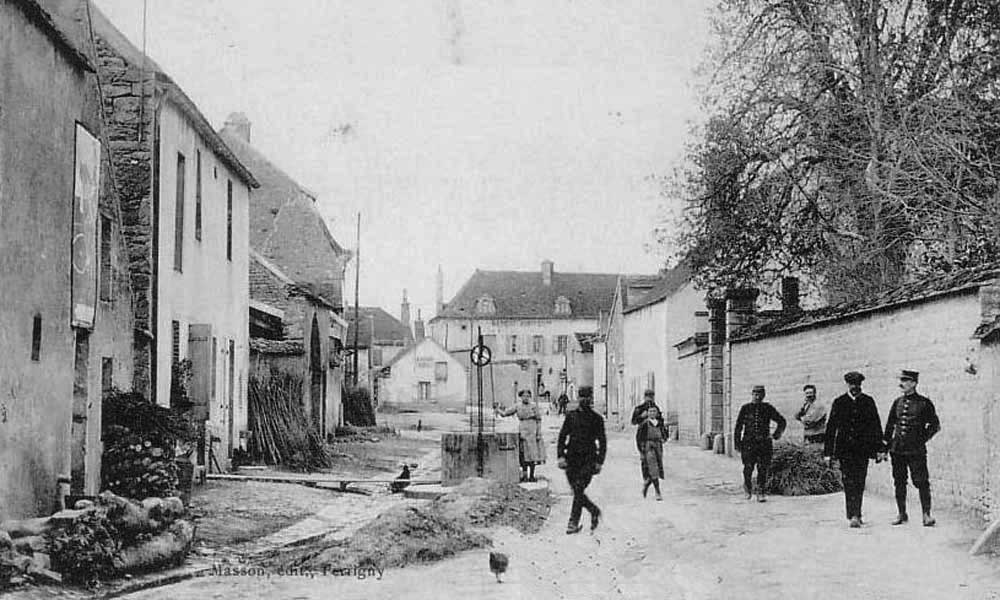
La rue centrale (fin XIXe siècle)

Au début du XIXe siècle, le château seigneurial, mis en vente comme bien national en 1793 (mais toujours « debout » lors des estimations de janvier 1794 et juin 1796), disparaît rapidement et laisse place à une friche qui deviendra rapidement un petit bois. Il ne peut donc recevoir la duchesse d'Angoulême, fille de Louis XVI, qui passe au village le 7 août 1816. Le village poursuit son développement tout au long du siècle. En 1820, on ouvre une salle pour permettre à l'instituteur, François Gaitet, de faire classe aux enfants de Perrigny. Elle est remplacée par une véritable école pouvant accueillir 70 élèves des deux sexes en 1857. La place Saint-André, centre du village, est aménagée : plantation de châtaigniers (1840), réfection de l'église (1846), disparition de la vieille mare, construction d'une mairie jointe à l'école, en remplacement de l'ancienne maison commune à laquelle était adjointe le four communal... En 1847, un corps de sapeurs pompiers bénévoles est créé au village ; quelques années plus tard, une annexe de la mairie abritera la pompe à incendie. Avec le décret de 1857 instituant la médaille de Sainte-Hélène destinée à récompenser les anciens soldats du Premier Empire encore vivants, on retrouve 11 récipiendaires parmi les villageois ; la plupart sont vignerons-cultivateurs. Par contre, lors de la guerre franco-prussienne de 1870, deux Patriniens perdent la vie.

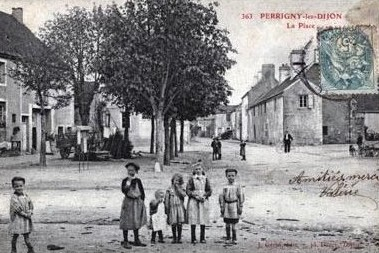
La place Saint-André (début XXe siècle)

La physionomie du terroir de Perrigny évolue. Le domaine de la vigne s'étend, passant de 41 hectares en 1830 à 150 hectares en 1900 (et moins de 2 hectares un siècle plus tard), cela malgré la grave crise du phylloxera des années 1880. Une société de Saint-Vincent et de secours mutuels des vignerons de Perrigny est fondée en 1857. Composée de 4 sections de 8 hommes et d'une section de 14 femmes, elle est destinée à venir en aide à ses membres empêchés de travailler. Des vergers apparaissent tandis que les masses boisées reculent dans la plaine (Bois du Champ Levé). En 1849, on signale cependant une cinquantaine d'indigents organisés en bande qui commettent des dégradations dans les forêts de M. de Clermont : « nous allons dans nos bois », affirment-ils.

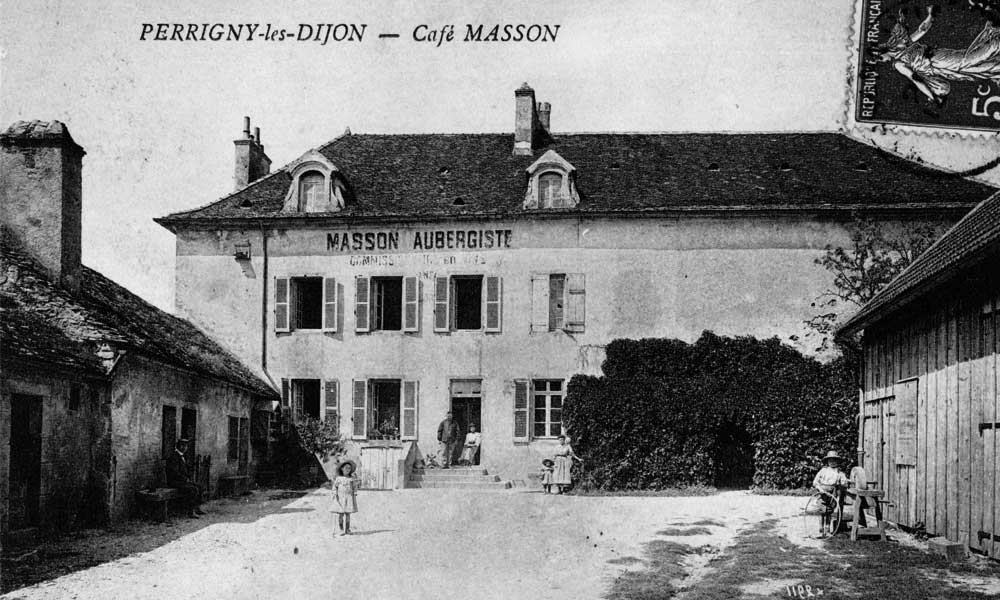
Le café Masson

Le modernisme arrive aussi à Perrigny. Le 1er septembre 1849, un premier train à vapeur de la compagnie « Paris Lyon » (ancêtre du PLM) traverse le territoire de la commune sur le tronçon Dijon - Chalon-sur-Saône de la « Voie impériale ». Il a été précédé par le chantier de la « tranchée » initié vers 1845 et par une petite gare provisoire, localement appelée la « station » ; elle héberge encore deux ménages lors du recensement de 1851. En 1866, cette dernière est supprimée et remplacée un peu plus tard par une gare de triage complétée d'ateliers du chemin de fer, le tout, déplacé plus au nord, en direction de Dijon. Inauguré en 1886, ce nouvel ensemble conserve pourtant le nom « de Perrigny » pour des raisons de commodité. À Perrigny, il ne subsiste alors que la « barrière Bonnefond ou de Sansfond», maison abritant des cheminots. Le cimetière migre lui aussi des environs de l'église à un nouvel emplacement sur la route de la Rente Logerot (1884). En un siècle, la population a presque doublé avec 400 habitants dans les années 1890.

### LesXXeetXXIesiècles

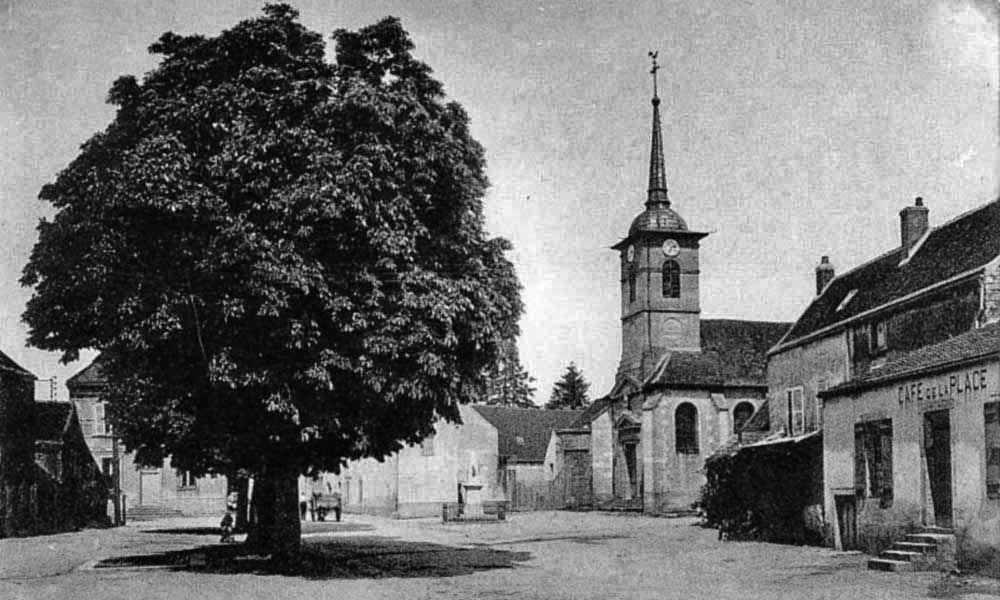
La place Saint-André dans les années 1920

Dès le début du XXe siècle, le village est raccordé au réseau téléphonique (1901). Un syndicat de défense contre les dégâts de la grêle dans les vignes est constitué en 1902. Plusieurs cafés sont installés à Perrigny : café de la place, café Esmonin, auberge Masson. Une salle des sociétés est adjointe à la mairie (1903) et l’horloge de l’église est enfin installée (1909). Quinze soldats originaires de Perrigny sont tués durant la première guerre mondiale (1914-1918), dont Raoul Gaitet, officier héroïque à la bataille de l'Artois (mai 1915). Le monument aux morts érigé en 1920 leur rend hommage.
La modernisation se poursuit dans l’entre-deux-guerres : construction d'un pont-bascule place Saint-André (installé en 1923, il est supprimé en 1976), éclairage public et électricité dans les foyers (1924), goudronnage de la Grande Rue (1928), installation du gaz rural (1933). Les chasseurs du village se réunissent en une société de chasse en 1927. Le 10 septembre 1944, les troupes alliées remontant de Beaune vers Dijon, un véhicule militaire est détaché pour opérer une reconnaissance en direction de Domois : le village est « libéré » (Dijon le sera le lendemain, 11 septembre 1944). Et en 1959, c'est le général de Gaulle qui, traversant Perrigny pour rejoindre le terrain d'aviation de Longvic, rend visite à la municipalité Boit. Avec la guerre d'Algérie, on regrette la mort d'un enfant du pays.
Démographiquement, le village connait après guerre le phénomène de rurbanisation. Proche de l'agglomération dijonnaise, il voit ainsi l'apparition de plusieurs lotissements d'habitations : la « cité Abbé Pierre », ou « Aubépines » (22 pavillons, 1954-1957), le lotissement de « La Tourelle » (1965), le lotissement « En la Mare » (1968), le lotissement du « Meix Boulier » (1973), le lotissement du « Terreau du Moulin » (72 pavillons, 1979), le lotissement « Philippe Joliet » (13 pavillons, 1981), les 18 pavillons locatifs HLM (1985) et le « Clos du Château-Guillaume » avec 20 logements sociaux (1995-1996). La population s'accroît considérablement : elle est multipliée par quatre au cours du demi-siècle, passant de 404 habitants en 1946 à 1648 habitants en 1999 (en 2006, ce niveau est redescendu à 1479). Les anciens bâtiments scolaires de 1857 deviennent insuffisants. En 1966, une nouvelle école primaire est construite puis, en 1971, deux classes sont transférées dans un autre bâtiment. Une extension de trois classes s'ajoute au groupe scolaire (1985) et est suivie par la construction d'une école maternelle de deux classes (1992).
Les infrastructures du village sont adaptées à la nouvelle situation : adduction d'eau (1947), extension du cimetière (1961), démolition du vieux lavoir (1962), assainissement au niveau des égouts du village (1971), ouverture d'une agence postale (1973), élargissement du pont CD108 sur la voie SNCF, en même temps que la démolition d'une maison de cheminots (1984), et nouvel atelier communal (1986). En 1999, la commune est intégrée au district de l'agglomération dijonnaise. Au début du XXIe siècle, la mairie est modernisée (2004) et la place Saint-André réaménagée avec, cependant, la disparition des châtaigniers centenaires (2007).
Perrigny-lès-Dijon développe également des activités sportives et de loisirs avec les structures inhérentes. Le terrain de football est installé au sud du village (1968) où il est rejoint par un stand de tir. En 1977, un terrain de sport est déployé près de l'école, à « La Tourelle » ; il sera remanié en 2003. Une partie de l’ancien parc du château, domaine privé agrémenté d’arbres remarquables, est cédé à la commune qui en fait un parc municipal (1975). À proximité, une salle polyvalente remplace l’ancienne salle des fêtes (1984). Puis, une nouvelle bibliothèque communale est installée (1990) et des terrains de tennis sont construits (1993). La vie associative s’épanouit : petit théâtre (1953), amicale des sapeurs pompiers (1964), association sportive de Perrigny (ASP, 1968), compagnie de majorettes « Les Coralines » (1972-1996), comité des fêtes et loisirs (1973), union des anciens combattants (UACP, 1974), club de l’amitié, harmonie musicale (2005), etc.
Sur le plan économique, le triage SNCF « de Gevrey » inauguré entre 1951 et 1952, avec plus de 50 hectares sur la commune de Perrigny, contribue un temps au maintien des emplois de cheminots dans la région. Ce nouvel ensemble ferroviaire comprend des « raquettes » ainsi qu'une voie de retournement assez particulière de par sa courbure et son dégagement visuel. Pourtant, les activités industrielles et commerciales du village se modifient tout au long de cette deuxième moitié de siècle. Une tonnellerie, créée par deux ouvriers en 1954 au « Rocher » de Marsannay est transférée place Saint-Éloi en 1962 avant d'être délocalisée sur Couchey (1979). Des cafés, au niveau du triage ou au centre du village, prospèrent un temps avant de fermer, faute de repreneurs. Le minuscule petit débit de tabac s'arrête avec la retraite de sa gérante. L'unique épicerie est finalement concurrencée par un hypermarché qui reprend le site d'un projet abandonné de magasin d'usines (1989-1991). Dans les années 1980, une zone d'activité industrielle et commerciale est implantée en limite de la zone « Cap sud » de Marsannay-la-Côte. Perrigny-lès-Dijon est par ailleurs de plus en plus relié au réseau de communications et de transport de Dijon Métropole : bus Divia, plateforme bimodale rail-route (2003), échangeur sur l’A31. Enfin, récemment, quelques commerces, une brasserie artisanale de bière ainsi qu’un centre médical se sont installés au centre du village et tentent de relancer son dynamisme économique.

## Politique et administration

### Découpage territorial
La commune se trouve dans l'arrondissement de Dijon du département de la Côte-d'Or.

#### Commune et intercommunalités
La commune est membre de [[Dijon Métropole].

#### Circonscriptions administratives
La commune est rattachée au canton de Longvic.

#### Circonscriptions électorales
Pour l'élection des députés, la commune fait partie de la troisième circonscription de la Côte-d'Or.

### Administration ancienne
Sous l'ancien régime, Perrigny appartient au bailliage de Dijon et à l'évêché de Langres (puis à celui de Dijon après sa création en 1731). Le domaine seigneurial de Perrigny est érigé en comté en 1768 puis est rapidement réuni au comté de Saulon. Après la Révolution, la commune de Perrigny-lès-Dijon appartient d'abord au district de Dijon (1793-1800) puis à l'arrondissement de Dijon (depuis 1801). Au niveau cantonal, elle est intégrée au canton de Gevrey (1793), puis passe à celui de Dijon-Ouest (1801) suivi de Dijon-Sud (1907) pour finir, en 1973, par être rattaché au canton de Chenôve.

### Liste des maires
| Période                                  | Période  | Identité              | Étiquette | Qualité                                                                        |
| ---------------------------------------- | -------- | --------------------- | --------- | ------------------------------------------------------------------------------ |
| 1790                                     | 1791     | Jean Truffein         | -         | Marchand, premier maire du village                                             |
| 1791                                     | 1800     | Guillaume Lapostolet  | -         | -                                                                              |
| 1800                                     | 1805     | Claude-Antoine Béchon | -         | Officier, ancien concierge du château                                          |
| 1805                                     | 1808     | Nicolas Perreau       | -         | -                                                                              |
| 1808                                     | 1809     | Bénigne Mialle        | -         | -                                                                              |
| 1809                                     | 1811     | Claude-Antoine Béchon | -         | Déjà maire de 1800 à 1805                                                      |
| 1811                                     | 1815     | Jean Truffein         | -         | Déjà maire en 1790                                                             |
| 1815                                     | 1815     | Guillaume Perreau     | -         | Vigneron propriétaire                                                          |
| 1815                                     | 1816     | Charles Bergeret      | -         | Cultivateur                                                                    |
| 1816                                     | 1817     | Charles Lausseroie    | -         | -                                                                              |
| 1817                                     | 1819     | Charles Bergeret      | -         | Cultivateur, déjà maire de 1815 à 1816                                         |
| 1819                                     | 1820     | Guillaume Masson      | -         | -                                                                              |
| 1820                                     | 1831     | Étienne Salbreux      | -         | Vigneron propriétaire                                                          |
| 1831                                     | 1831     | Jean Truffein         | -         | Propriétaire, ancien premier maire du village (1790) puis maire de 1811 à 1815 |
| 1831                                     | 1843     | Thomas Corbeton       | -         | Cultivateur                                                                    |
| 1843                                     | 1846     | Guillaume Masson      | -         | Marchand de bois, déjà maire de 1819 à 1820 (?)                                |
| 1846                                     | 1860     | Louis Sirugue         | -         | Cultivateur                                                                    |
| 1860                                     | 1871     | Pierre Barbier        | -         | Vigneron propriétaire                                                          |
| 1871                                     | 1876     | Nicolas Perreau       | -         | Fermier cultivateur                                                            |
| 1876                                     | 1881     | Claude Barbier        | -         | Cultivateur                                                                    |
| 1881                                     | 1897     | Jean-Baptiste Sirugue | -         | Vigneron propriétaire                                                          |
| 1897                                     | 1904     | François Munier       | -         | Vigneron propriétaire                                                          |
| 1904                                     | 1919     | Ernest Masson         | -         | Vigneron propriétaire                                                          |
| 1919                                     | 1925     | Auguste Lemeau        | -         | Propriétaire exploitant                                                        |
| 1925                                     | 1941     | François Marquet      | -         | -                                                                              |
| 1941                                     | 1944     | Edmé Baudement        | -         | Délégation spéciale présidée par M. Baudement durant l'Occupation              |
| 1944                                     | 1945     | François Marquet      | -         | Maire d'avant guerre, de 1925 à 1941                                           |
| 1945                                     | 1953     | Henri Lapostolet      | -         | -                                                                              |
| 1953                                     | 1966     | Albert Boit           | -         | Retraité Éducation Nationale                                                   |
| 1966                                     | 1977     | Henri Lapostolet      | -         | Déjà maire de 1945 à 1953                                                      |
| 1977                                     | 1989     | Christian Marvillet   | -         | -                                                                              |
| 1989                                     | 2008     | Bernard Rety          | -         | Retraité SNCF                                                                  |
| 2008                                     | En cours | Patrick Baudement     | -         | Comptable à la Caisse d'Epargne                                                |
| Les données manquantes sont à compléter. |          |                       |           |                                                                                |

## Population et société

### Gentilé
Patriniens ou Patriniciens ?
Les habitants de Perrigny-lès-Dijon se nomment officiellement les Patriniens et les Patriniennes.
Encore récemment, le gentilé officiel des habitants de Perrigny-lès-Dijon posait problème. On a tout d’abord trouvé, selon certaines sources écrites, l’appellation de Patrinien(ne). Mais à vrai dire, dans les faits, seuls les surnoms des villageois étaient utilisés. Puis, sans doute par référence au toponyme originel du village, Patriniacum, la municipalité a utilisé un certain temps l’appellation de Patriniciens et Patriniciennes. Finalement, après décision municipale en date du 30 mars 2009, un retour au premier gentilé a été décidé.
Les surnoms des habitants de Perrigny
Une ancienne tradition dit que les habitants de Perrigny, à l’instar de ceux d’autres villages bourguignons, étaient autrefois surnommés « lé renouillei » (« les grenouilles »). Chargés du curage des fossés du château et de ses dépendances, ils auraient aussi été tenus de « battre l’eau pour empêcher les grenouilles de venir troubler le repos des seigneurs ». Une autre explication du XIXe siècle prétend que cette appellation (plus exactement celle de « grenouillard ») proviendrait plutôt de la mauvaise qualité du vin du terroir.
Au début du XXe siècle, une tradition populaire locale a attribué aux habitants de Perrigny-lès-Dijon le surnom d’« Africains ». L’origine exacte de cette dénomination n’est pas clairement établie. Peut-être fait-elle référence au mont Afrique qui, s’il n’est pas situé sur le territoire de la commune, en est assez proche ?  À moins que les « Africains » en question ne soient tout simplement que les nombreux cheminots domiciliés au village à la fin du XIXe siècle et au début du XXe siècle et qui rentraient des ateliers PLM ou du triage, le soir, le visage noirci par la suie (ou noir de fumée) des trains à vapeur?

### Dénombrements de feux avant 1789
Les dénombrements effectués à partir des « cherches de feux » permettent d'avoir une estimation du nombre d’habitants de Perrigny sous l’ancien régime. Le feu correspond à un foyer fiscal : il regroupe donc souvent plusieurs personnes dans un même domicile. Il est d'usage de considérer qu’un feu abrite en moyenne de 4 à 4,5 habitants. Pourtant, les dénombrements conservés utilisent l’appellation d’habitants, voire de veuves, pour désigner le chef du ménage imposé. Un calcul correctif est donc nécessaire pour avoir une estimation du nombre probable d’individus composant toute la communauté villageoise (avec les femmes, les enfants, les vieillards, les domestiques, etc).

### Évolution démographique contemporaine
L'évolution du nombre d'habitants est connue à travers les recensements de la population effectués dans la commune depuis 1793. Pour les communes de moins de 10 000 habitants, une enquête de recensement portant sur toute la population est réalisée tous les cinq ans, les populations de référence des années intermédiaires étant quant à elles estimées par interpolation ou extrapolation. Pour la commune, le premier recensement exhaustif entrant dans le cadre du nouveau dispositif a été réalisé en 2006.

En 2022, la commune comptait 2 321 habitants, en évolution de +24,05 % par rapport à 2016 (Côte-d'Or : +0,82 %, France hors Mayotte : +2,11 %).
| 1793 | 1800 | 1806 | 1821 | 1831 | 1836 | 1841 | 1846 | 1851 |
| ---- | ---- | ---- | ---- | ---- | ---- | ---- | ---- | ---- |
| 222  | 203  | 216  | 247  | 268  | 300  | 301  | 300  | 353  |

| 1856 | 1861 | 1866 | 1872 | 1876 | 1881 | 1886 | 1891 | 1896 |
| ---- | ---- | ---- | ---- | ---- | ---- | ---- | ---- | ---- |
| 333  | 356  | 341  | 328  | 325  | 367  | 369  | 401  | 382  |

| 1901 | 1906 | 1911 | 1921 | 1926 | 1931 | 1936 | 1946 | 1954 |
| ---- | ---- | ---- | ---- | ---- | ---- | ---- | ---- | ---- |
| 377  | 381  | 363  | 334  | 336  | 373  | 402  | 404  | 448  |

| 1962 | 1968 | 1975 | 1982  | 1990  | 1999  | 2006  | 2011  | 2016  |
| ---- | ---- | ---- | ----- | ----- | ----- | ----- | ----- | ----- |
| 635  | 726  | 809  | 1 039 | 1 381 | 1 648 | 1 479 | 1 486 | 1 871 |

| 2021  | 2022  | - | - | - | - | - | - | - |
| ----- | ----- | - | - | - | - | - | - | - |
| 2 249 | 2 321 | - | - | - | - | - | - | - |

## Culture locale et patrimoine

### Lieux et monuments

#### Les traces de l'ancien château et de ses dépendances

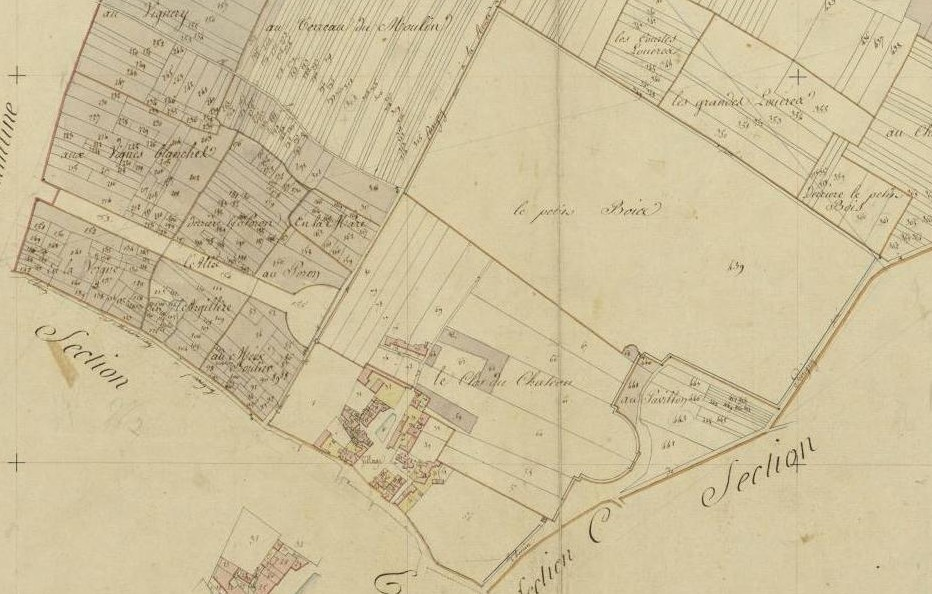
Emprise du château (démoli) et de ses dépendances (cadastre de 1812).

Siège d'une ancienne seigneurie remontant au XIIIe siècle, devenue comté en 1768, Perrigny-lès-Dijon a abrité une maison forte remplacée par un château au XVe siècle. Les lieux ont notamment appartenu à la famille de Perrigny, au chancelier Nicolas Rolin et à la famille Gagne. Ils ont accueilli Pierre de Bauffremont lors du Pas d’armes de Marsannay (1443) ainsi que le dernier duc de Bourgogne Charles le Téméraire (1474). Ils ont également été témoins de dures luttes lors des guerres de la Ligue dans la région dijonnaise (1590-1595). Modifié au XVIIIe siècle, le château a été rasé après la Révolution. Outre la bâtisse, le domaine seigneurial possédait aussi des dépendances. Le village garde aujourd’hui encore des traces de cet ensemble castral, tant au niveau de la topographie que de la toponymie : la « Cour du château », la Tourelle, le Pavillon, le Parc, le Petit Bois, l’Allée des Tilleuls, etc.

#### Le «Petit Bois»
Le « Petit Bois » de Perrigny, cher aux Patriniens, a la particularité de désigner deux lieux différents du village. À l'origine, il s'agissait d'une annexe du château seigneurial, située au nord-est des jardins et du pavillon, et donc à l'opposé du parc actuel. Véritable bois percé d'allées, cerné d'un muret et de fossés (dont certains seront plantés de noyers jusqu'à l'époque contemporaine), il a été revendu par le seigneur local dans les années 1770. Rendu à l'agriculture, ce premier petit bois devient ensuite un grand champ de forme quadrilatère et d'un seul tenant : on l'appelle alors la « Grande Pièce ».
Au XIXe siècle, les villageois avaient pris l'habitude d'appeler « Petit Bois » un autre lieu très proche de ce premier bois disparu. Par une sorte de « glissement » topographique et toponymique, le site du château démoli à la Révolution (« Clos Guillaume »), rapidement devenu friche, broussaille puis taillis, s'est trouvé être le nouveau « petit bois » de Perrigny. Le château lui-même a été oublié jusqu'à sa redécouverte au milieu des années 1990, lors de la construction d'un lotissement. On rase alors ce second « Petit Bois », lieu plein de mystères. Quant au véritable « Petit Bois » originel, dont certains murets de clôture restent ensevelis et qui n'a pas encore été sondé archéologiquement, un projet d'urbanisation est actuellement à l'étude.

#### Le parc

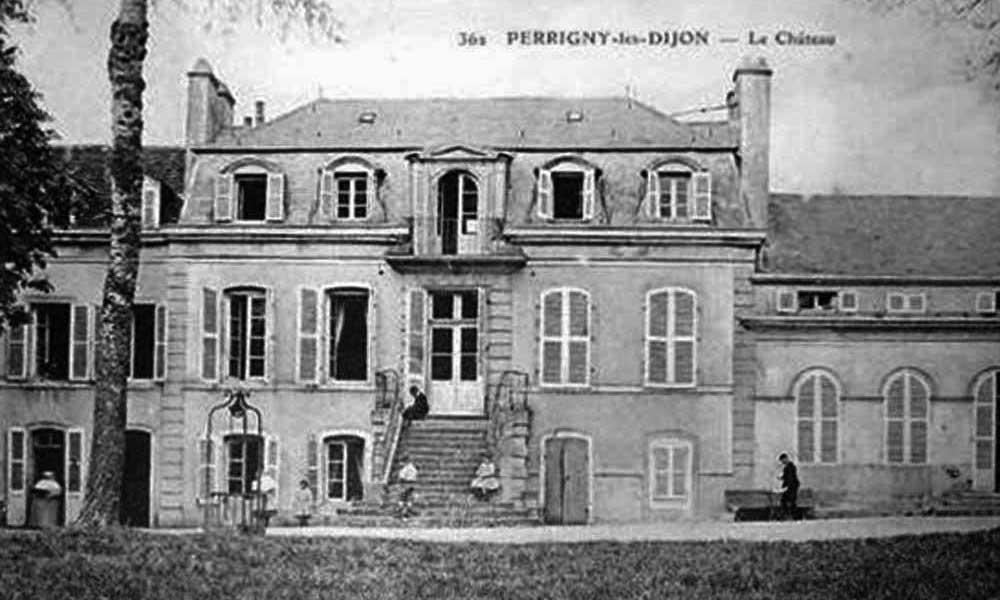
La maison du parc

Une maison bourgeoise du XVIIIe siècle, improprement appelé « Le Château » au XIXe siècle, s’ouvre sur l’ancien parc du château seigneurial (aujourd’hui démoli) et dont une partie reste encore son domaine privé (l’autre partie constituant le parc municipal). Ce bâtiment de plan rectangulaire est composé de trois parties. Le corps central, à trois niveaux dont un sous combles, comporte un escalier menant à une entrée surmontée d'une marquise (située, elle, au premier étage). Les baies de cette partie centrale sont à linteau cintré. Sa couverture est composée d'un toit brisé à quatre versants en ardoise, dont le brisis est percé de lucarnes à linteau cintré. Les deux corps latéraux sont différents. Le corps latéral droit, dont la façade sur cour est en pierre de taille, comporte deux niveaux seulement. Sa toiture en ardoise est percée de lucarnes tombantes et ses baies sont en plein cintre. La partie latérale gauche, à trois niveaux, est percée de baies rectangulaires à encadrement plat en pierre.
Le parc municipal occupe depuis 1975 une partie de l'ancien parc du château seigneurial de Perrigny (puis de la demeure précédemment citée). Il abrite de beaux arbres centenaires : cèdres de l'Atlas, pins ponderosa, platanes, érables, acacias, ainsi qu'un châtaignier planté en 1840. Depuis 2000, le parc abrite également un copalme d'Amérique et un ginkgo biloba.

#### L’église Saint-André

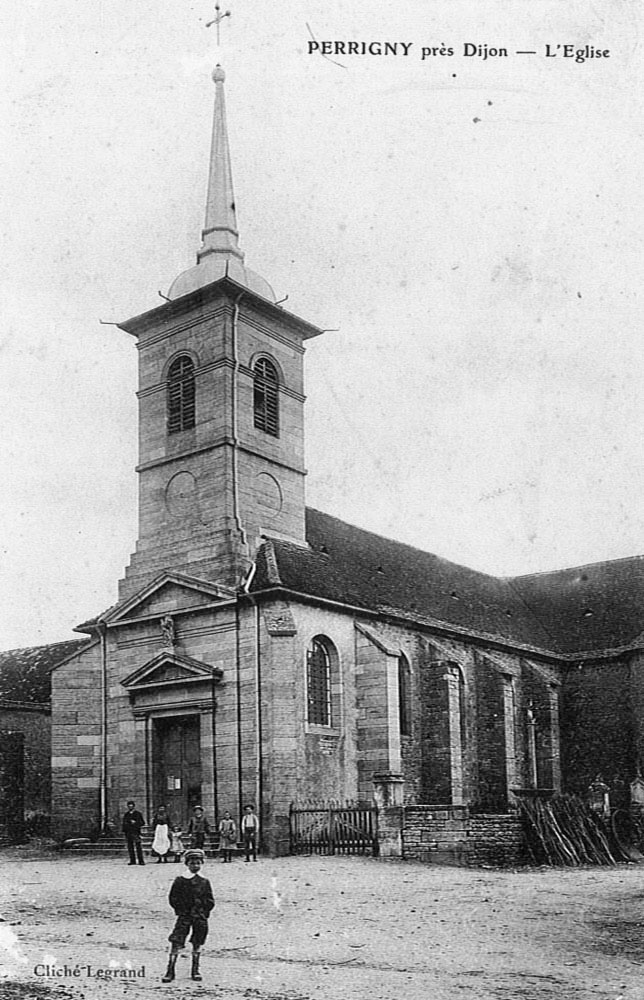
L'église Saint-André vers 1900

L’Église Saint-André a pour origine une ancienne chapelle, annexe de Couchey puis de Marsannay-la-Côte, et qui dépendait de Saint-Étienne de Dijon. Reconstruite à la fin du XVIIe siècle aux frais du seigneur local, Antoine-Bernard Gagne, et des habitants, elle reçoit sa bénédiction par l’abbé Fyot le 30 novembre 1682. Elle subit une réfection en 1846. Le cimetière qui l’entourait est déplacé à la périphérie du village, route de la Rente Logerot, en 1884 ; en 1961, il est agrandi. Alors que l’emplacement était initialement prévu sur le clocher du XIXe siècle, l’église ne recevra son horloge qu’en 1909, grâce à un don d’une villageoise.
L’église est bâtie sur un plan en croix latine. Sa façade occidentale utilise un vocabulaire classique : pilastres doriques, frontons triangulaires. Elle est surmontée d'un clocher carré terminé par une flèche.
L’église abrite une statue en calcaire de saint André, datée du XVe siècle (classée le 13 octobre 1931). Elle a reçu deux cloches : une petite, portant en couronne l'inscription « j'ai été bénitte par Jean-François Favelier déservant de leglise de Paraigny. J'ai eu pour parrain Bernard Le Jeune, bourgeois, et pour marraine Reine le Prince, bourgeoise. Nicolas Perreau maire et Bernard Perreau adjoin. Fort, fondeur a Dijon ma fait en 1805 » et une grande de bien plus belle facture. Datée de 1888, cette dernière semble être un réemploi d'une cloche destinée à l'origine à un autre édifice. Elle porte, entre deux guirlandes décoratives, l'inscription suivante : « J'ai été baptisée par Dom Bernard Joliet, moine bénédictin de Solesme, le dimanche XXVII mai MDCCCLXXXVIII. J'ai pour parrain M. Louis François Michel Philippe Joliet, avocat à Dijon. J'ai pour marraine Mme Pauline Charlotte Clémence Masquelier, épouse de M. Toussaint, bâtonnier des avocats de Dijon. Laudo Deum verum plebem voco congreso clerum defunctos ploro psetem fugo festa decoro. M. Louis Pierrotte, curé, M. Claude Lucotte, maire. Je m'appelle Philippine Pauline. "J. Robert, fondeur, Nancy" ».

#### La mairie

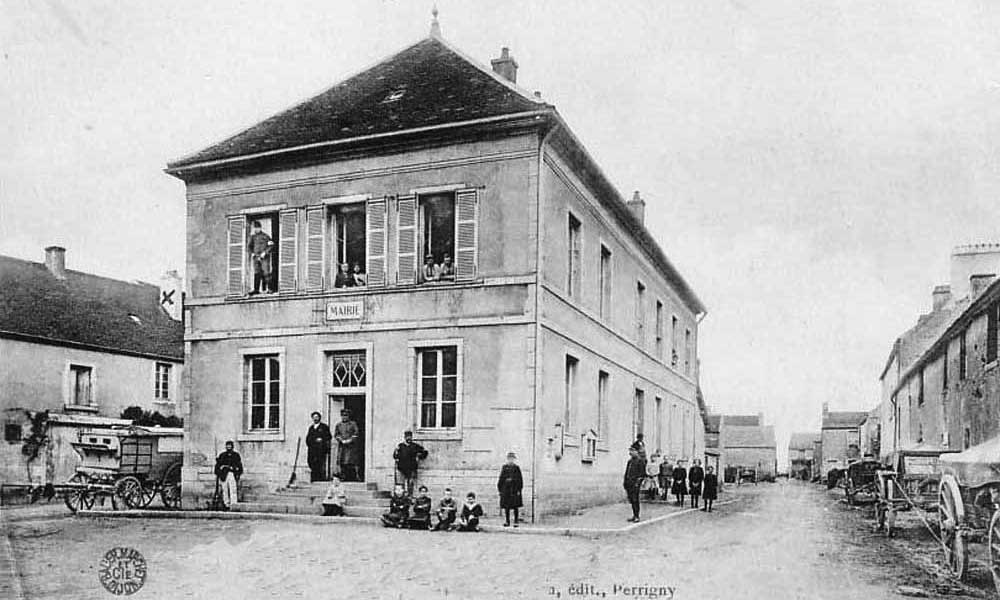
La mairie vers 1900

La mairie, bâtie en deux étapes dans la deuxième partie du XIXe siècle, ancienne mairie-école, abrite dorénavant les activités municipales et l’agence postale. Elle a été rénovée et modernisée récemment (2004).
Historique

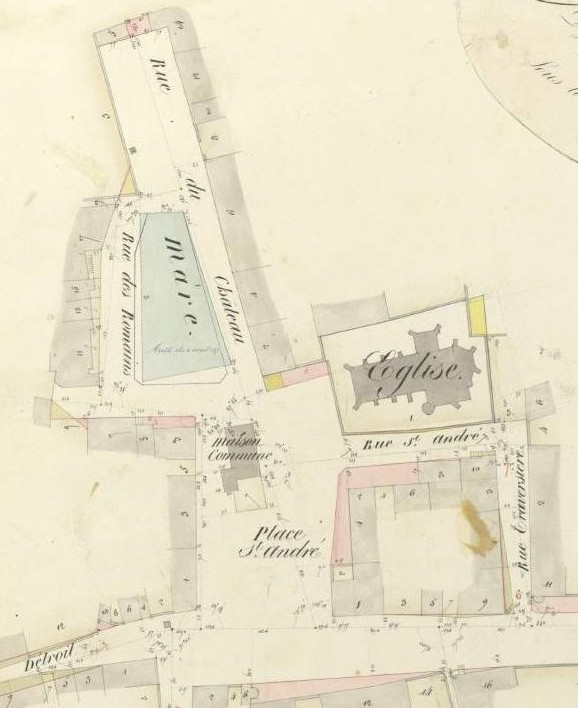
Place Saint-André (Plan d’alignement des rues de 1842)

Les premières activités municipales, à l’époque révolutionnaire, ont lieu dans une salle du château abandonné par le seigneur local (première élection du maire en 1790). Par la suite, la mairie occupe un petit bâtiment, la maison commune, situé place Saint-André, à proximité du four communal et face à l’église. À l’emplacement de la mairie actuelle, une mare est cernée par les rues des Romains et du Château. En 1857, la municipalité de Perrigny décide la construction d'une école d'une capacité de 70 places, avec cour et poulailler. La mare est comblée et le devis initial de 14 132 francs largement dépassé : le bâtiment final revient à 18 521 francs. Une dizaine d’années plus tard, une extension de l’édifice est réalisée du côté de la place Saint-André afin d’y transférer la mairie ainsi que le magasin abritant la pompe à incendie. La vieille maison commune, en mauvais état, est démolie. La place, plantée de châtaigniers depuis 1840 (et récemment abattus), prend sa physionomie actuelle. En 1903, une salle est adjointe à la mairie. Avec la croissance démographique, les classes scolaires sont progressivement transférées dans de nouveaux locaux. Depuis les années 1970, le bâtiment est réservé aux activités municipales et abrite une agence postale.

#### Lieux divers

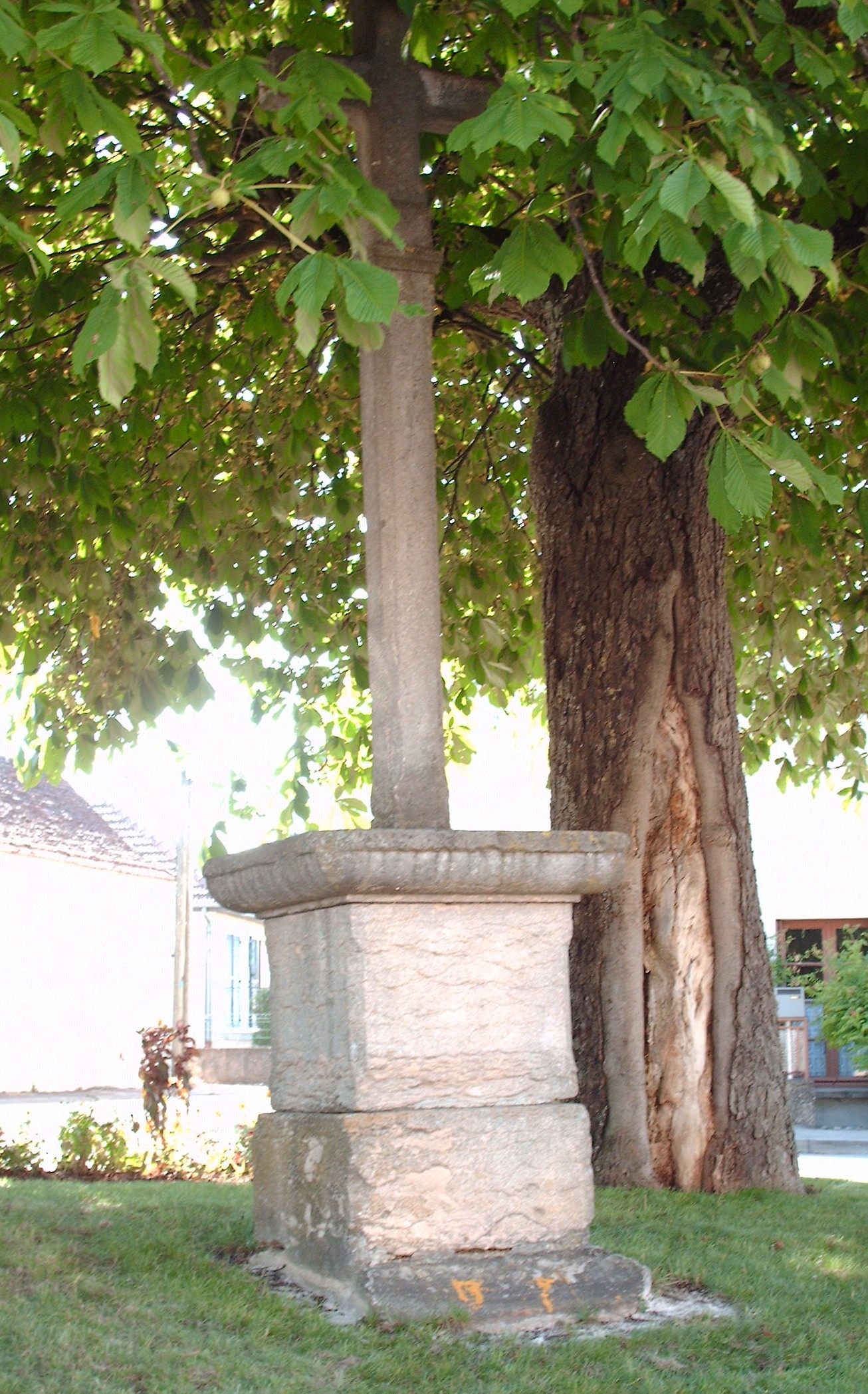
Calvaire de la place Saint-Éloi.

- Chemin des Romains[16] : le chemin rural no 18, dit « des Romains », est une portion d’une ancienne voie romaine[Note 35].
- Bâtiments anciens remarquables : maisons de l’impasse des Romains (XIXe et XXe siècles)[80], ferme de Prielle (XIXe siècle)[81]...
- Calvaire de la place Saint-Éloi (XIXe siècle)[82] : édicule composé d'un piédestal surmonté d'une croix en pierre, sans aucune inscription.
- Musée du cerf-volant[83].

### Personnalités liées à la commune

#### Famille de Perrigny (XIIIe–XVesiècles)
Le domaine de Perrigny a donné son nom à une famille de petits seigneurs bourguignons, également devenus seigneurs d’Arceau. On trouve ses origines à la fin du XIIIe siècle ; elle s’éteint à Perrigny en 1432 avec Pierre de Perrigny, puis disparaît avec Agnès de Perrigny, sa sœur, en 1468.

#### Mathieu Regnault
Mathieu Regnault, conseiller et receveur général du duc de Bourgogne, est seigneur de Perrigny depuis son achat de 1432 (avec son beau-père, Jean Péluchot, mort cette même année) jusqu’à la saisie de 1448. Le 21 décembre 1433, il accorde une charte d'affranchissement aux habitants d’un village qui était parmi les derniers de Bourgogne à avoir encore des serfs,. Il cherche surtout par ce biais à permettre le repeuplement des lieux. En 1443, il héberge durant deux mois dans son château Pierre de Bauffremont, l'initiateur du tournoi du Pas d'Armes de Marsannay situé à proximité.

#### Famille Gagne de Perrigny
La seigneurie de Perrigny et Domois a appartenu aux parlementaires de la famille Gagne de Perrigny, à qui elle a donné son nom, de 1650 à 1783.

#### Raoul Gaitet

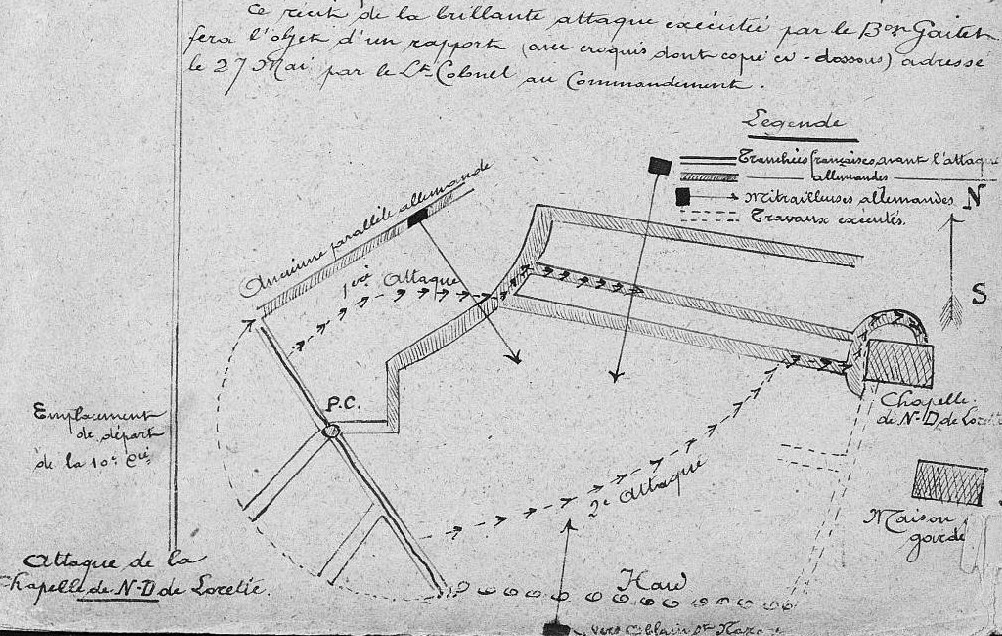
Prise de la chapelle ND de Lorette par le bataillon Gaitet le 12 mai 1915.

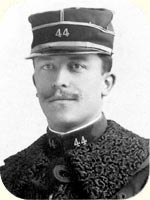
Raoul Gaitet (1875-1915).

Raoul (Albert-François-Léon) Gaitet, né à Perrigny-lès-Dijon le 8 avril 1875 dans une famille d'épiciers-buralistes, saint-cyrien et capitaine au début de la première guerre mondiale, est nommé chef de bataillon en janvier 1915, d'abord au 21e chasseurs puis au 21e régiment d'infanterie de ligne. Avec ses unités successives, il s'illustre lors de la bataille du Donon (août 1914) et participe activement à la prise de la chapelle ND-de-Lorette au cours de la première bataille de l'Artois (mai 1915).
Il reçoit une première citation le 11 janvier 1915 : « A fait preuve de courage, de ténacité, de coup d'œil et de méthode depuis le commencement de la campagne. Le 21 août 1914, au Donon, a maintenu cinq heures un ennemi très supérieur en nombre. Le 10 septembre, a jugé avec à-propos et très offensivement le moment de repousser une contre-attaque ennemie. Du 17 au 20 décembre 1914, a dirigé avec énergie et méthode l'attaque d'un bois fortement organisé. » Avec une deuxième citation, il est également présenté comme un « chef de bataillon hors ligne. Énergique, méthodique, d'un grand sang-froid, tenace, ayant un ascendant extraordinaire sur sa troupe à laquelle il peut tout demander. Le 12 mai 1915, a enlevé avec son bataillon et après une lutte des plus acharnées, une position et les tranchées voisines fortement organisées. A résisté pendant vingt-quatre heures à de furieuses contre-attaques. A maintenu par la suite son bataillon sur les positions conquises, malgré un bombardement d'artillerie des plus violents. »
Raoul Gaitet est tué par des éclats d'obus au cours du bombardement de Bouvigny-Boyeffles, dans le Pas-de-Calais, le 29 mai 1915. Chevalier de la Légion d'honneur, croix de guerre avec palme, il est inhumé au cimetière Notre-Dame-de-Lorette (Carré 64 ; Rang 7 ; Tombe n°12917)
.

#### Edmond Marin la Meslée
L’aviateur Edmond Marin la Meslée (1912-1945), as de la chasse aérienne qui s’est illustré lors de la campagne de France (1940), avait épousé à Perrigny-lès-Dijon, le 10 juin 1935, une jeune fille du village, Élisabeth Joliet (1909-1996), fille du viticulteur et notable local Philippe Joliet (1862-1935),. Abattu en Alsace le 4 février 1945, une cérémonie d'obsèques a été célébrée à Dole. Depuis 1950, son corps repose à Dessenheim, sur les lieux du crash de son avion. Un square du village de Perrigny-lès-Dijon porte son nom.

#### Alain de Maricourt
Le général de corps aérien Alain Dumesnil de Maricourt (1909-1999), saint-cyrien, officier de l’Armée de l'air ayant servi durant la seconde guerre mondiale, la guerre d'Indochine, la guerre d’Algérie mais aussi dans les états-majors des forces aériennes tactiques, à l’origine du corps des commandos parachutistes de l'air, a passé sa retraite (prise en 1962) dans le village de Perrigny-lès-Dijon, auprès de sa famille.

#### René Han
Fils d'un Chinois de la haute société lettrée envoyé en France au temps de Tchang Kaï-chek pour compléter sa formation dans une université occidentale, René Han, né à Dijon le 16 août 1930, est mis en nourrice à Perrigny-lès-Dijon, dans une humble famille alors qu'il n'a que neuf mois (1931). Quelques années plus tard, la guerre sino-japonaise obligeant ses parents à rentrer précipitamment en Chine, l'enfant est laissé chez la nourrice qui est chargée de le garder jusqu'à leur prochain retour. Ce retour n'aura jamais lieu : l'enfant passe alors toute sa jeunesse à Perrigny. Après avoir refusé de rejoindre son père devenu notable en 1948, il poursuit ses études à Dijon puis à Paris et entre à la télévision française en 1952. Il y fait carrière et devient président-directeur général de FR3 (1986-1989). Il retrouvera les traces de ses parents bien plus tard… Deux récits autobiographiques, "Un Chinois en Bourgogne" suivi d’"Un Bourguignon en Chine", décrivent son parcours original.

### Héraldique
| Blason | Blasonnement : Écartelé : d'argent et de gueules, au chef d'azur chargé de trois molettes de huit rais d'or. |